# 凱夫角
凱夫角（英語：Cave Point），是南極洲的海岬，位於南桑威奇群島，處於巴夫半島西南面1公里的昆伯蘭東灣東部，在1929年由英國海軍命名，由英國海外領土管轄。